# Радченко Олександр Маркович
Олекса́ндр Ма́ркович Ра́дченко (20 серпня 1894, Лохвиця — 20 січня 1975, Львів) — український радянський композитор, диригент і педагог. Заслужений артист УРСР з 1947 року.

## Біографія
Народився 20 серпня 1894 року в місті Лохвиці (нині Миргородський район Полтавської області, Україна). 1911 року закінчив Одеське музичне училище. Навчався в Одеській консерваторії.
Від 1919 року — капельмейстер у Червоній армії, від 1923 року диригент самодіяльних гуртків у Одесі. Упродовж 1930—1960 років обіймав посаду завідувача музичної частини в Театрі імені Марії Заньковецької (з 1931 року театр — у Запоріжжі, у 1941—1943 роках — в Тобольську та Новокузнецьку, з 1944 року — у Львові). Учитель і диригент музичних шкіл Запоріжжя та Дніпропетровська.
Помер у Львові 20 січня 1975 року.

## Творчість
Автор музики до драматичних вистав (близько 500), зокрема
- «Гайдамаки» за Тарасом Шевченком (1939, Запоріжжя, інсценізація Василя Харченка; 1963, Львів, сценічна редакція Володимира Грипича за Лесем Курбасом і Василем Харченком);
- «Назар Стодоля» Тараса Шевченка (1942, Тобольськ);
- «Петербурзькі ночі» Василя Малакова і Д. Шкневського (1950);
- «Невольник» Марка Кропивницького (1961);
- «Титарівна» Марка Кропивницького (1961, Чернівецький музично-драматичний театр імені Ольги Кобилянської);
- «Маруся Богуславка» Михайла Старицького;
- «На Івана Купала» Михайла Стельмаха;
- «Урієль Акоста» Карла Гуцкова.

Також автор
- творів для симфонічного оркестру: «Трагічна поема», «Абхазька легенда», «Танець чортів»,  «Увертюра-фантазія на українські народні теми»;
- увертюр до трагедій «Отелло», «Король Лір» Вільяма Шекспіра;
- численних творів для духового оркестру;
- обробки народних пісень, хорів і пісень.